# Richard Pimentel
Richard Pimentel (1947, Portland) es un activo defensor estadounidense de los derechos de los discapacitados, experto sobre gestión de discapacidad, contratación y conservación del empleo y cambio de actitud ante la discapacidad.

## Biografía
Cuando nació su madre se sintió incapaz de hacerse cargo y lo envió a un orfanato. Su padre murió en un accidente cuando él era muy pequeño, y frente al abandono de su madre, su abuela se hizo cargo de su crianza. Richard hasta los seis años no pronunció palabra. Un consejero escolar lo consideró retrasado mental. A pesar de su realidad, Richard logró salir adelante y desarrolló aptitudes para la oratoria. En la universidad un profesor lo instó a que encontrara un objetivo en su vida en el que pudiera hacer uso de esa cualidad. 
Se alistó en el ejército y fue enviado a Vietnam, donde en una emboscada resultó herido perdiendo la audición.
Así comenzó a incursionar en el mundo de la discapacidad.

## Obra
Ha desarrollado programas de capacitación dirigidos a  las empresas para que integren a las personas con discapacidad. Apoyó activamente la aprobación de la Ley sobre estadounidenses con discapacidades (ADA, Americans with Disabilities Act).
- 1981: desarrolla como autor principal Windmills («molinos de viento»), un programa interactivo de capacitación para gerentes y supervisores para lograr una actitud más objetiva y efectiva en el trabajo con personas con discapacidad.[2]

Se inició la capacitación de las organizaciones gubernamentales de los Estados Unidos. Los empleadores capacitados con el programa contrataron y promovieron a miles de personas con discapacidad.
- 1983: creación del primer programa de capacitación sobre el desarrollo de empleo para las personas con discapacidad.
- 1984: Capacitación del personal de la Equal Employment Opportunity Commission (EEOC).[3]

- 1988: Coautor de Perspectivas, el SIDA en el lugar de trabajo, un programa de entrenamiento actitudinal (el primero en su especie) según lo solicitado por el Comité Presidencial para el Empleo de Personas con Discapacidad, la EEOC y el Instituto Nacional de Salud (NIH), que ayudó a reducir la resistencia del Congreso a incluir a las personas con HIV en la ley.

Perspectivas fue presentado al Comité de la Conferencia Anual del Presidente.
Es adoptado por muchas dependencias del Gobierno Federal, incluido el Ejército de los EE. UU. y por las compañías Fortune 500, como un primer paso crucial para la cuestión de la inestabilidad del trabajo del discapacitado.
- 1990: se promulgó la Ley sobre estadounidenses con discapacidades. Richard Pimentel fue reconocido por el presidente de EEOC como un contribuyente significativo a la educación de los empleadores sobre cuestiones de empleo a discapacitados.[4]

## Publicaciones
- Developing jobs for persons with disabilities. Audiolibro.[5]
- Performance based placement manual. Libro.[6]
- Effective Performance Based Placement for Hard to Place Groups: a Conference on Improving Job Development Techniques: April 2 and 3, 1984, Phoenix, Arizona. Publicación de conferencia. Publicación gubernamental nacional.[7]
- Job placement for the industrially injured worker. Libro.[8]
- AIDS in the workplace: trainee packet. Libro.[9]
- Foundations. Libro.[10]
- Dynamic placement strategies for the 1990's. Video.[11]
- The Americans with Disabilities Act: making the ADA work for you: trainers manual. Libro.[12]
- The Americans with Disabilities Act: making the ADA work for you. Libro.[13]
- The Americans with Disabilities Act : a comprehensive guide to Title I. Libro.[14]
- What managers & supervisors need to know about the ADA, Americans with Disabilities Act. Libro.[15]
- The job placement--ADA connection: limiting liabilities and maximizing opportunities for training and placement of persons with disabilities. Libro.[16]
- Job club: a teamwork approach to securing employment: facilitator manual. Libro.[17]
- The Return to work process: a case management approach. Libro.[18]
- The art of hiring: attracting, retaining and training the right people. Libro.[19]
- Working with people with disabilities in a job placement/job retention environment. Libro.[20]
- Return to work for people with stress and mental illness: a case management approach. Libro.[21]
- The role of the case manager in the return-to-work process: with Richard Pimentel. Video.[22]

## Película
Su vida es narrada en la película de 2007 Music Within. La versión en español fue titulada La voz del interior.
El argumento se basa en su relación con Art Honeyman, su amigo, con quien va descubriendo las dificultades que enfrentan las personas con discapacidad.